# ICMM
ICMM（Immediate Care of Marine Medicine、海洋医療初期対応研修）とは、病院等のERのスタッフ（医師、看護師、救急隊員など）を中心としてマリンスポーツや職業潜水、高気圧環境下の作業に関わる市民を対象とした急性の海洋医療における初期対応研修のコンセプトである。このコンセプトは、周囲を海に囲まれた海洋国家であり狭隘化する都市空間で大深度開発を求められる日本において安心・安全に理想的な社会を構築するための方法論である。

## コース開発の経緯
この海洋医療初期対応（ICMM）を習得するための臨床シミュレーション研修コースはICMMコースと呼ばれる。ICMMコースの原型は、2010年に第7回日本臨床高気圧酸素・潜水医学会（沖縄開催）において会長であった小濱正博（北部地区医師会病院副院長・当時）により、沖縄を中心としたエリアの海洋医療の初期対応のレベルの底上げを目標として提案された。
当初より、膨大な研修用のスライドや資料が準備されており、日本臨床高気圧酸素・潜水医学会において研修としての開発が進められ、提案者である小濱正博の健康状態の悪化により開発が中断された期間があったが、ICMMコース開発検討委員会（委員長：奥寺敬・富山大学）により研修ツールとしての開発を進め、第14回日本臨床高気圧酸素・潜水医学会総会時の理事会（2017年、久留米）において、理事・評議員を対象としてインストラクターコースを開催。第15回日本臨床高気圧酸素・潜水医学会総会（2018年、東京）に合わせて研修会を開催し（2018年6月15日：東京都医師会館）、以降、全国展開を推進している。

## 研修会の構成
海洋医療初期対応研修としてのICMMの設計は半日コース（4時間・座学）+BLS（未受講者、既受講者は省略が可能）であり、広く一般市民への普及を促すために、受講者にプロバイダー資格を付与している。

## テキスト
日本臨床高気圧酸素・潜水医学会監修、ICMM編集・コース作成委員会による「海洋医療即時対応ICMMガイドブック」を、日本臨床高気圧酸素・潜水医学会の機関紙である日本臨床高気圧酸素・潜水医学会雑誌15巻別冊として2018年6月に出版した。

## 研修としてのICMM ver.1 の基本設計
- Module 1 潜水医学の基礎知識。
- Module 2 潜水と救急疾患
- Module 3 潜水適性に関する問題
- Module 4 海洋咬刺症
- Module 5 海洋細菌と創部感染
- Module 6 BLSとAED

受講に先立ち、医療関係者はICLSやACLS、一般市民はBLSを受講することが望ましい。

## ICMMの国際化
2019年10月25日・26日に大分県中津市にて開催予定の第4回アジア太平洋潜水・高気圧環境医学会においてICMMの開発と学習効果が紹介された。